# Friedrich Ferdinand Constantin von Sachsen-Weimar-Eisenach

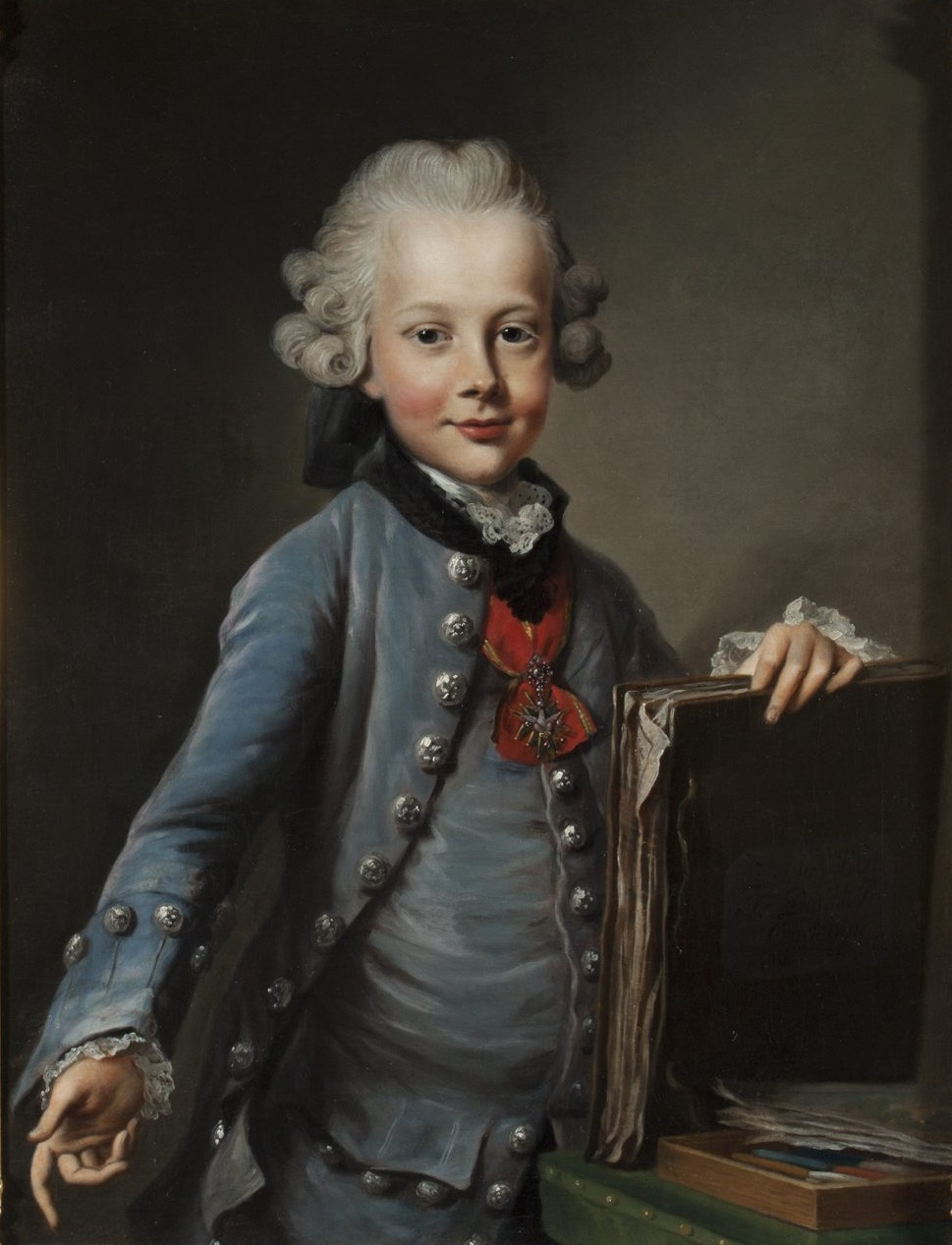
Prinz Friedrich Ferdinand Konstantin von Sachsen-Weimar, Gemälde von Johann Georg Ziesenis d. J. (1769)

Friedrich Ferdinand Constantin von Sachsen-Weimar-Eisenach (* 8. September 1758 in Weimar; † 6. September 1793 in Wiebelskirchen) war ein Prinz von Sachsen-Weimar-Eisenach und kursächsischer Generalmajor in der Zeit der Aufklärung.

## Leben
Friedrich Ferdinand Constantin war ein Sohn des Herzogs Ernst August II. Constantin (1737–1758) aus dessen Ehe mit Anna Amalia (1739–1807), Tochter des Herzogs Karl I. von Braunschweig-Wolfenbüttel. Er wurde drei Monate nach dem Tod seines Vaters geboren, während seine Mutter und ihr Vater die Regentschaft für seinen älteren Bruder Carl August im Herzogtum führten. Constantin und sein Bruder wurden durch den Oberhofmeister Graf Johann Eustach von Schlitz, gt. Görtz, später durch Christoph Martin Wieland erzogen. Nachdem sein Bruder volljährig geworden war, schloss Karl Ludwig von Knebel dessen Ausbildung ab.
Mit Görtz und Knebel gingen die Prinzen auf ihre Kavalierstour nach Paris, auf deren Strecke sie in Frankfurt am Main von Knebel mit Johann Wolfgang von Goethe bekannt gemacht wurden. Nach der Rückkehr bezog Constantin 1775 Schloss Tiefurt. Der introvertierte Prinz hatte sich von seinem Bruder schon zu jener Zeit weitgehend entfremdet. Auch zu dessen Frau und Goethe fand er später kein Verhältnis. Er wendete sich der Musik zu und verliebte sich in die unstandesgemäße Caroline von Ilten (1757–1789). Das Verhältnis wurde aber durch den Einfluss der Familie und auch Goethes unterbunden. Goethe schrieb an Frau von Stein: „An den Thränen der Carolinchen scheine ich schuld zu sein, und ich bin’s auch […]“. Anna Amalia eröffnete den Liebenden: „das gäbe doch nur Bettelprinzen“. Constantin begab sich danach auf Reisen, einen Brief an seinen Bruder Carl August beschreibt dieser an Knebel: „Mein Bruder hat mir von London einen Brief […] geschickt, wo er nicht ein Wort schreibt, als daß er mir zum Geburtstag Glück wünscht.“

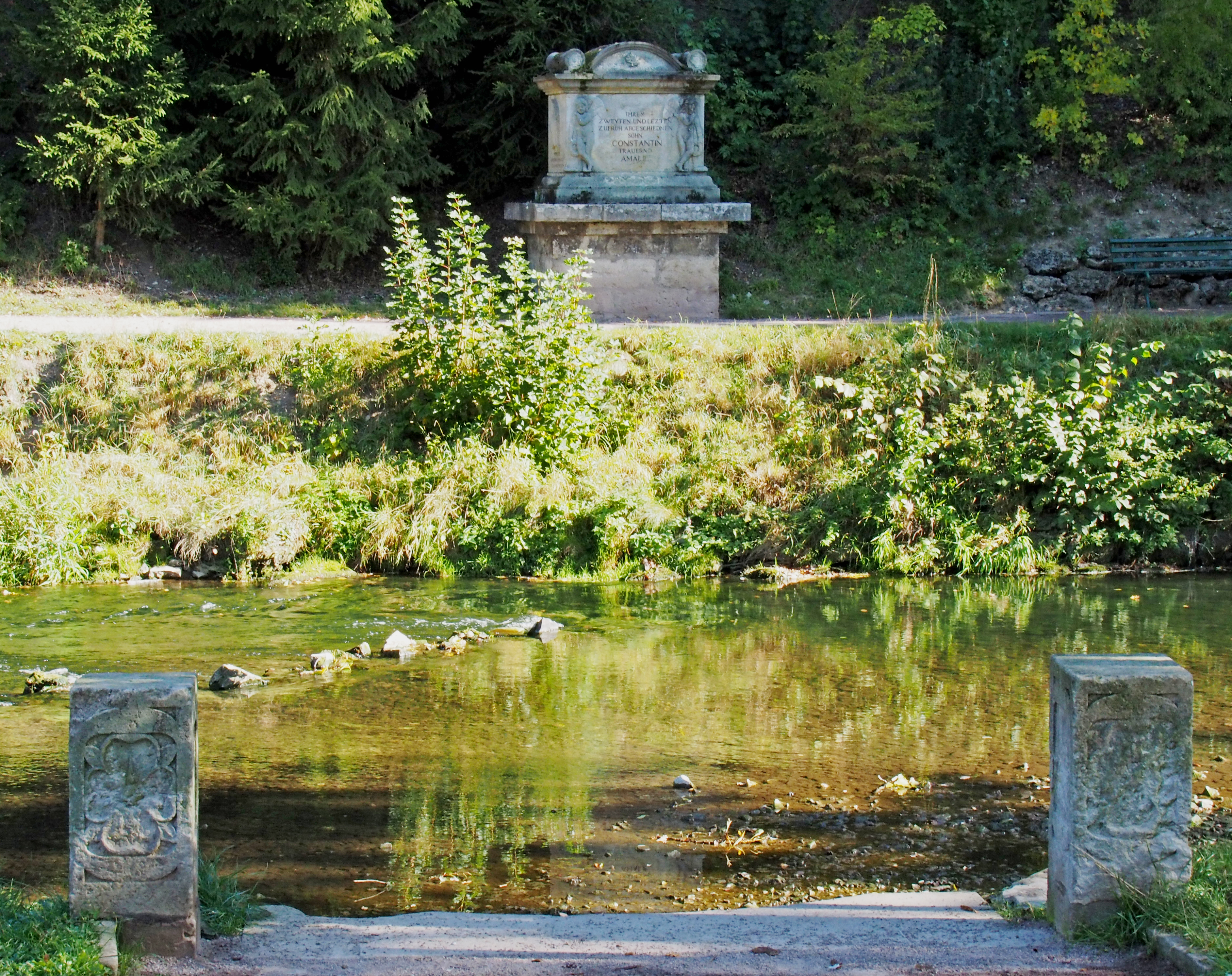
Denkmal im Schlosspark Tiefurt

1784 ging Constantin in kursächsische Dienste, die ihm durch seinen Bruder vermittelt wurden. Er wurde Generalleutnant und erhielt ein Regiment in Naumburg. Im Krieg gegen Frankreich ging er 1793 an der Seite preußischer Truppen als Generalmajor an den Rhein. Er erkrankte bei Pirmasens, wo die sächsischen Truppen lagerten, an der Ruhr, woran er verstarb. Er starb unverheiratet und hinterließ mit verschiedenen Frauen mehrere außerehelich geborene Kinder. Eine seiner Mätressen war nach Meinung u. a. von Martin Gregor-Dellin Johanna Rosina Pätz aus Weißenfels, die später die Mutter des Komponisten Richard Wagner wurde. Friedrich wurde in der Eisenacher Georgenkirche bestattet.